# 8516 Хьяккай
8516 Хьяккай (8516 Hyakkai) — астероїд головного поясу, відкритий 13 жовтня 1991 року.
Тіссеранів параметр щодо Юпітера — 3,317.